# Helfenberger Bach
Der Helfenberger Bach ist ein Nebenfluss der Elbe im Osten von Dresden. Er entspringt im Schönfelder Hochland an der Gemarkungsgrenze zwischen Gönnsdorf und Cunnersdorf und fließt in südwestlicher Richtung zur Elbe. Bedeutendster Zufluss ist die Kucksche. Das gesamte Einzugsgebiet umfasst 3,2 Quadratkilometer.
Der Helfenberger Bach verläuft mit einem durchschnittlichen Fließgefälle von 5,1 % durch die Dresdner Gemarkungen Cunnersdorf, Gönnsdorf, Helfenberg, Pappritz, Niederpoyritz. Das Gewässer hat zwischen dem Quellgebiet und Helfenberg einen weitgehend natürlichen Charakter und ist von Wald umgeben.
Nach 3,4 Kilometern Fließstrecke (davon 3,1 Kilometer offene und 0,3 Kilometer verrohrte Gewässerabschnitte) mündet der Bach orografisch rechts in Niederpoyritz in die Elbe.
Der Helfenberger Bach weist zwischen Quellgebiet und Helfenberg die biologische Gewässergüteklasse I–II (gering belastet) auf (nach Gewässeruntersuchungen aus dem Jahr 2001). Im weiteren Fließverlauf besteht die Gewässergüteklasse II (mäßig belastet). Nach dem Sächsischen Wassergesetz ist er ein Gewässer zweiter Ordnung vom Fließgewässertyp 5 (nach Wasserrahmenrichtlinie), also ein grobmaterialreicher, silikatischer Mittelgebirgsbach.
Die Hanglage des Baches bewirkt bei Starkregen einen schnellen Abfluss des Wassers. Bei mittlerem natürlichem Niedrigwasser beträgt der Abfluss in die Elbe 0,01 m³/s. Dieser kann auf Werte von 0,5 m³/s (1-jährliches Hochwasser) bis zu 5,8 m³/s (100-jährliches Hochwasser) steigen.
Im vom Helfenberger Bach durchflossenen Helfenberger Grund befanden sich die Burg Helfenberg sowie die Chemische Fabrik Helfenberg.

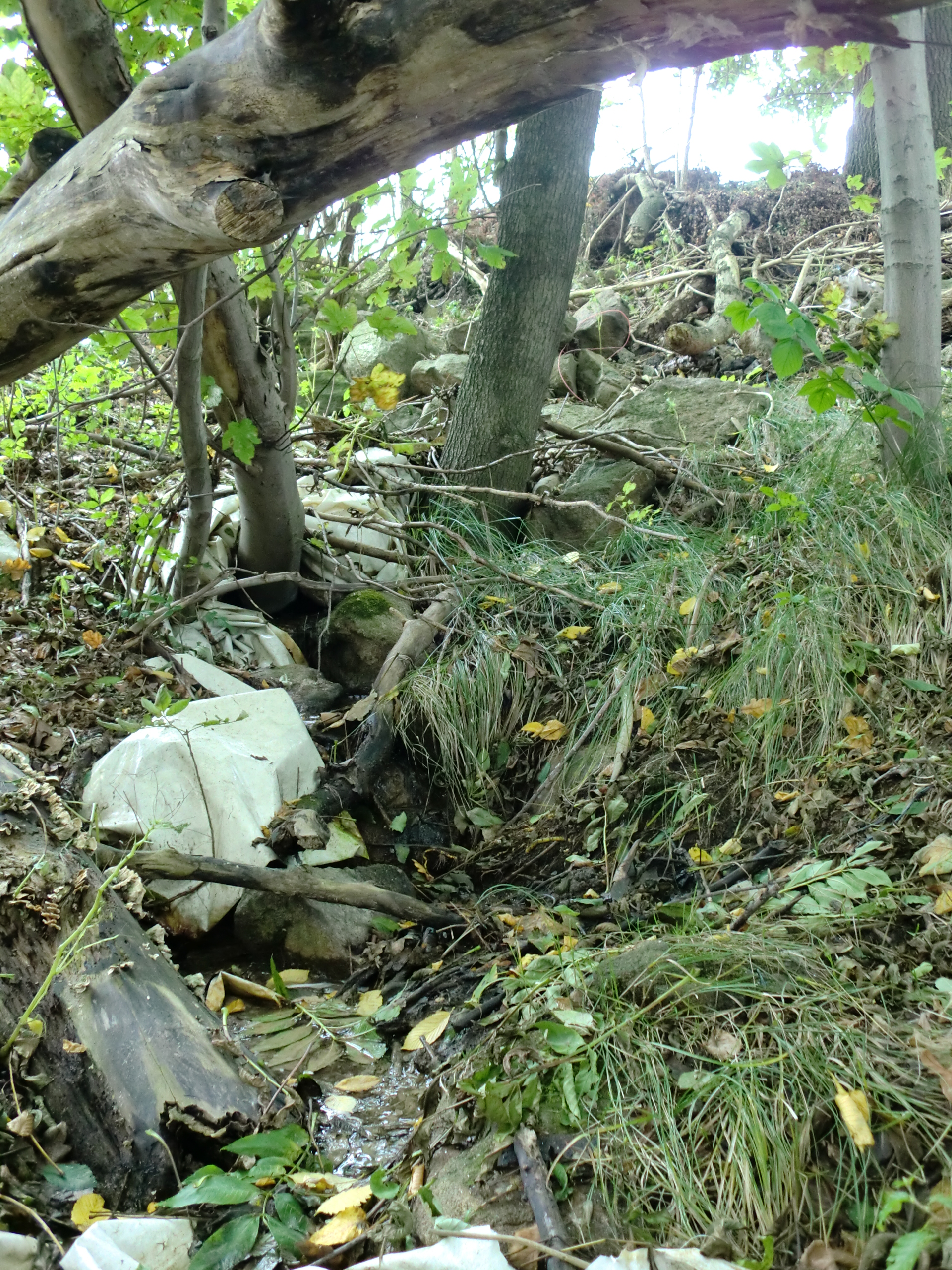
Westlicher Quellfluss des Helfenberger Bachs
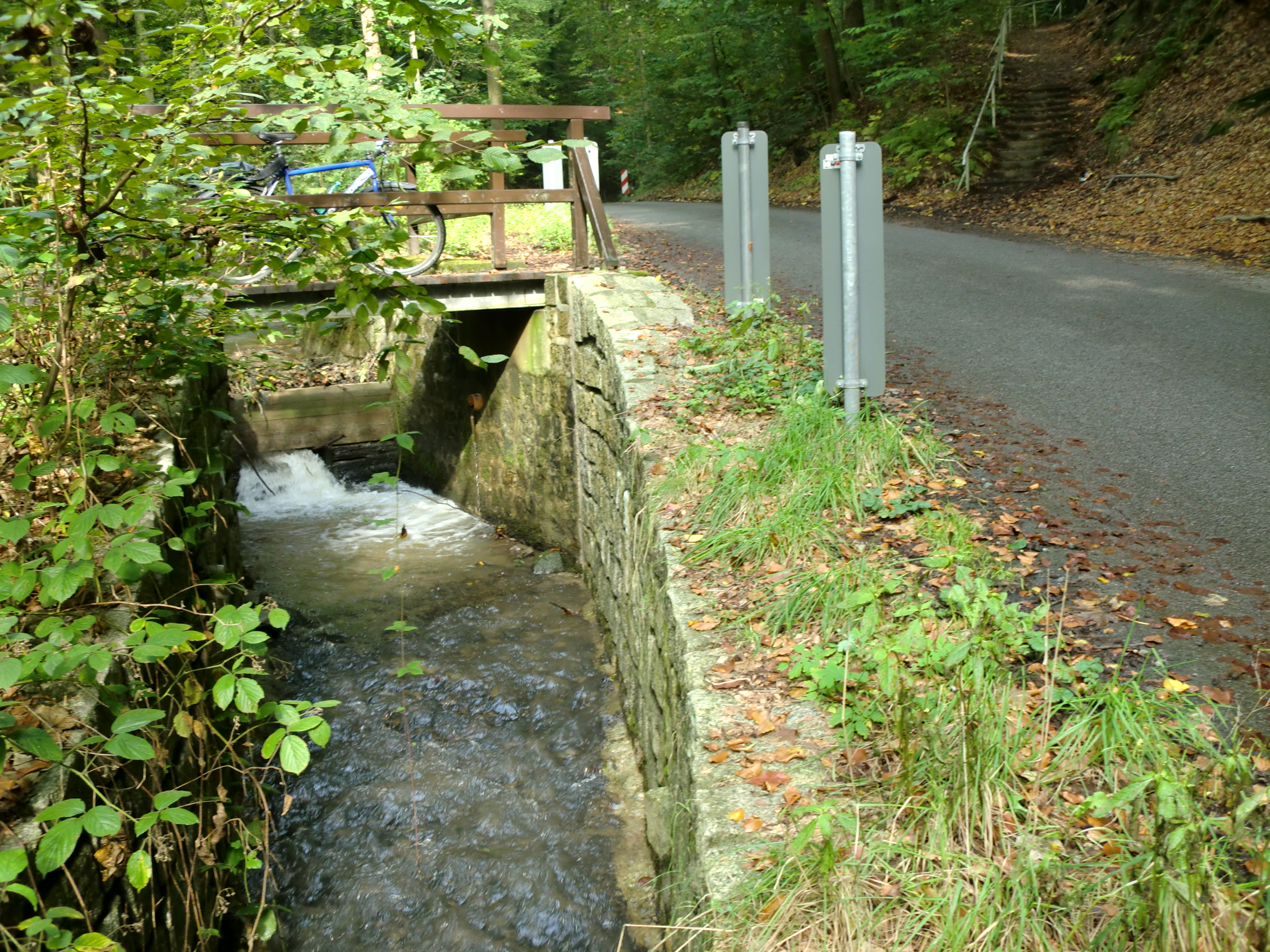
Brücke über den Helfenberger Bach
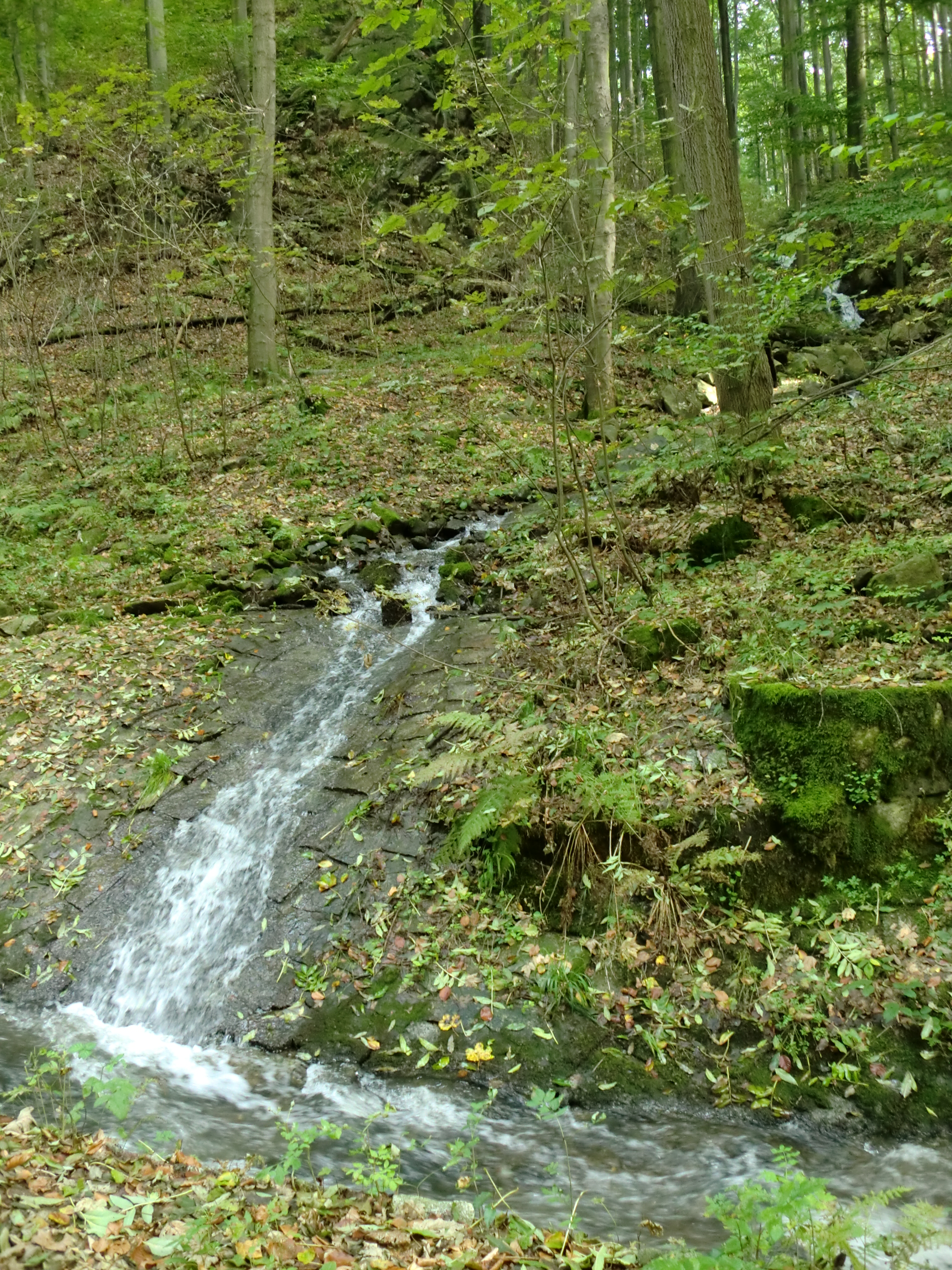
Zufluss des Förstereibachs in den Helfenberger Bach
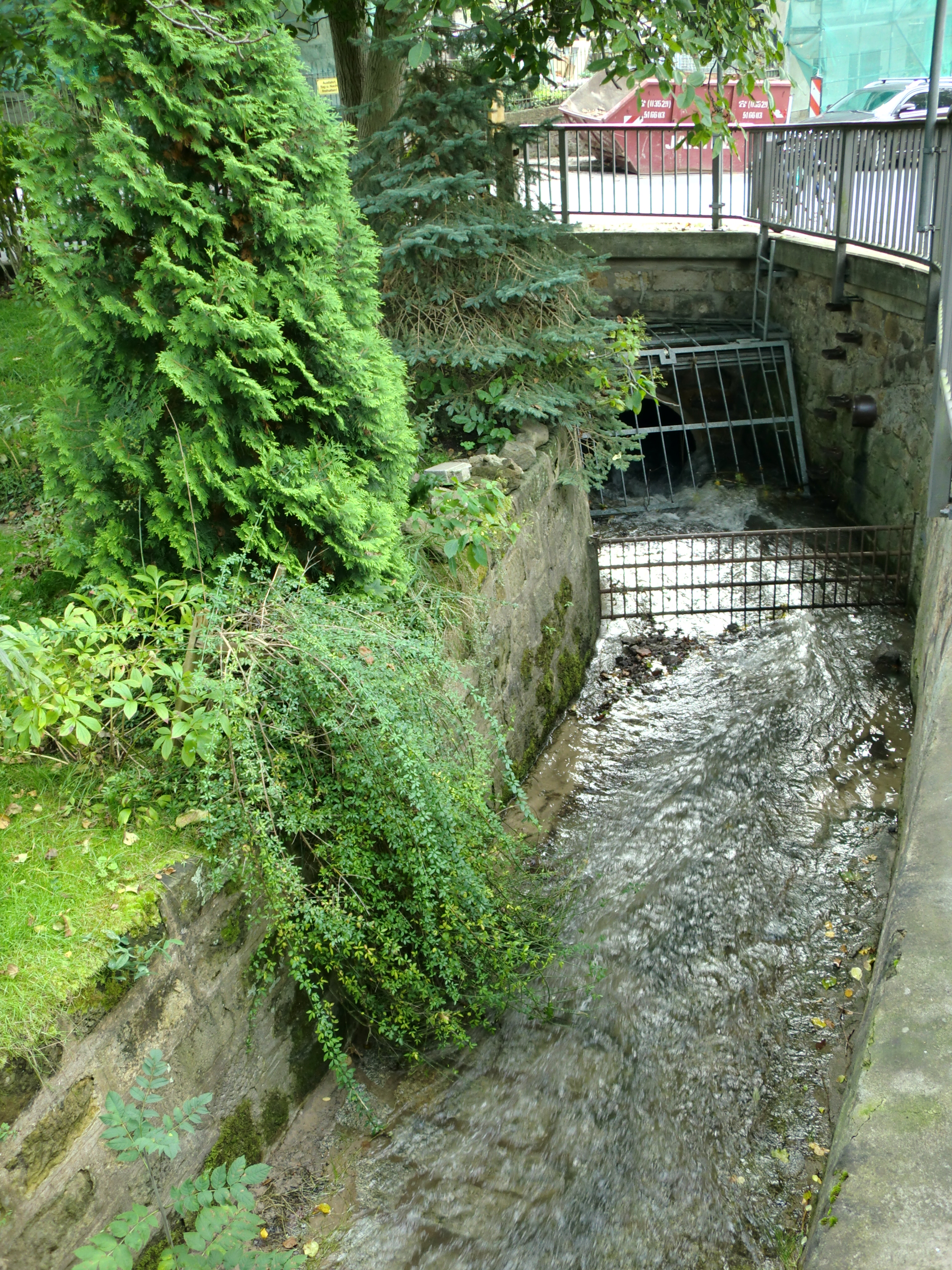
Beginn der Verrohrung des Helfenberger Bachs an der Staffelsteinstraße
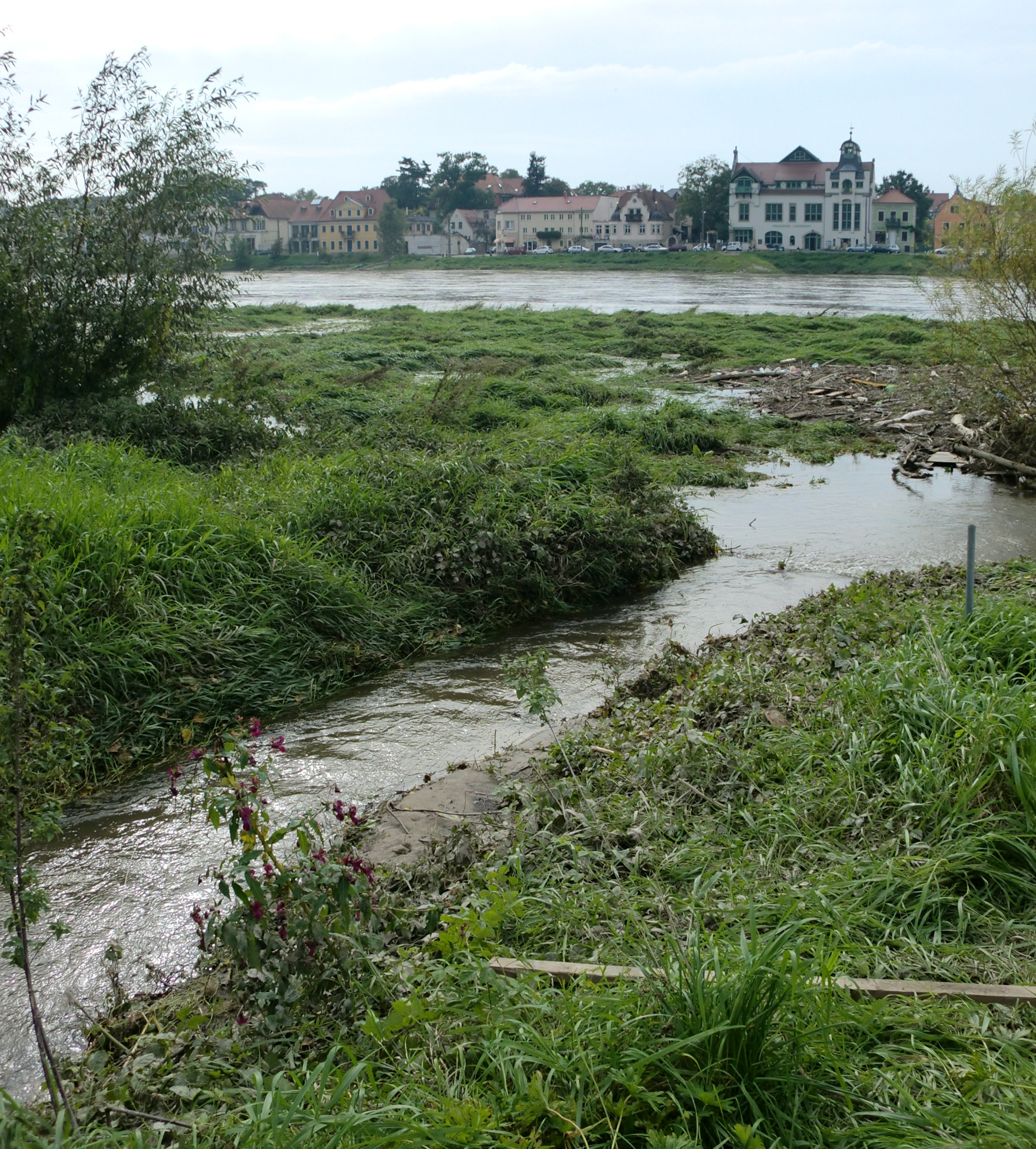
Mündung des Helfenberger Bachs in die Elbe